# メデア仮説
メデア仮説（メデアかせつ、Medea_hypothesis）とは、古生物学者ピーター・ウォードによる造語で、ガイア仮説に異議を唱え、超個体として理解される多細胞生物は自己破壊的あるいは自殺的である可能性があるとする仮説である。

## 解説
この比喩は、自分の子供（多細胞生物）を殺す神話上のメデア（地球を表す）を指している。
この見解では、微生物が引き金となった大量絶滅は、その歴史の大半において微生物が支配的であった状態に戻ることになる。